# سيسنا 210
سيسنا 210 (بالإنجليزية: Cessna 210)‏ هي طائرة خفيفة عالية الأداء، أحادية المحرك، وبستة مقاعد. أنتجت في 1957 بالولايات المتحدة. من صناعة سيسنا. كان أول طيران لها في 1957. ومازالت في الخدمة حتى الآن. صنع منها 9,240 طائرة.